# A Bread Factory Part 2 : Un petit coin de paradis
Série
A Bread Factory Part 1 : Ce qui nous unit
(2018)
Pour plus de détails, voir Fiche technique et Distribution.
A Bread Factory Part 2 : Un petit coin de paradis (A Bread Factory Part Two: Walk with Me a While) est un drame américain réalisé par Patrick Wang et sortie en 2018.

## Fiche technique
- Titre : A Bread Factory Part 2 : Un petit coin de paradis
- Titre original : A Bread Factory Part Two: Walk with Me a While
- Réalisation : Patrick Wang
- Scénario : Patrick Wang
- Photographie : Frank Barrera
- Montage : Elwaldo Baptiste
- Musique : Aaron Jordan, Melissa Li, Chip Taylor, Andy Wagner et Patrick Wang
- Décors : Katie Lobel et Bekka Lindstrom
- Costumes : Michael Bevins
- Producteur : Daryl Freimark, Matt Miller et Patrick Wang
  - Producteur associé : Paul Greenwood et Linda Mussmann
- Production : Vanishing Angle et In the Family
- Distribution : Ed Distribution
- Pays d'origine :  États-Unis
- Genre : Comédie dramatique
- Durée : 120 minutes
- Dates de sortie :
  -  États-Unis : 26 octobre 2018
  -  France : 2 janvier 2019

## Distribution
- Nana Visitor : Elsa
- James Marsters : Jason
- Jessica Pimentel : Teresa
- Tyne Daly : Dorothea
- Elisabeth Henry-Macari : Greta
- Zachary Sayle : Max
- Brian Murray : Sir Walter
- Philip Kerr : Jean Marc
- George Young : Ray
- Trevor St. John : Karl
- Martina Arroyo : Sandra
- Jonathan Iglesias : Mariano